# Mobilmachungsstützpunkt
Mobilmachungsstützpunkte sind in der Bundeswehr die Orte der Mobilmachung einberufener Reservisten im Spannungs– oder Verteidigungsfall.
Die beordeten Reservisten werden an einem Mobilmachungsstützpunkt einberufen. Mobilmachungsstützpunkte liegen häufig in oder in der Nähe von Kasernen oder Depots in der Nähe der zur beziehenden Verfügungsräume. Die Bauformen sind unterschiedlich. Sie reichen von Untertageanlagen, verbunkerten Depots, regulären Kasernengebäuden, Truppenlagern auf Truppenübungsplätzen oder auf den ersten Blick zivil anmutenden Lagern und Gebäuden abseits anderer militärischer Einrichtungen.
Mobilmachungsstützpunkte wurden im Kalten Krieg errichtet, um im Verteidigungsfall schnell reagieren zu können. Die meisten dieser Standorte wurden nach dem Mauerfall wieder aufgelöst. Einige Einrichtungen dieser Art bestehen jedoch weiterhin, wie etwa das Gelände in Düsseldorf-Hubbelrath.
In den Mobilmachungsstützpunkten wird die persönliche Ausrüstung der Soldaten ergänzt. Ein Teil der Reservisten wird nach Empfang ihrer Ausrüstung unmittelbar in aktive Truppenteile am Standort eingegliedert. Geräteeinheiten, teilaktive, gekaderte oder andere nicht aktive Truppenteile werden in den Mobilmachungsstützpunkten personell und materiell zunächst voll aufgestellt. Dazu lagert im oder in der Nähe des Mobilmachungsstützpunktes Wehrmaterial, das für den Einsatz vorbereitet werden muss und gegebenenfalls durch die Einberufung zivilen Materials (insbesondere Lastkraftwagen und Baumaschinen) ergänzt wird.